# Grob G 112
Grob G 112 – niemiecki samolot sportowy z lat osiemdziesiątych XX wieku

## Historia
Na początku lat osiemdziesiątych XX wieku niemiecka wytwórnia lotnicza Grob Flugzeugbau z Mindelheim Mattsies, dotychczas specjalizująca się w budowie kompozytowych szybowców wysokowyczynowych, podjęła pracę nad projektem dwumiejscowego samolotu sportowego. 
Prototyp samolotu Grob 112 został oblatany 4 maja 1984 roku i został wyposażony w specjalnie dla niego skonstruowany silnik tłokowy Grob 2500F1. Do tego silnika może być stosowane nawet paliwo samochodowe, co zapewnia, że samolot może tankować w dowolnym miejscu. Inną innowacją w tym samolocie jest możliwość jego hangarowania w standardowym garażu samochodowym po złożeniu skrzydeł. Samolot ten zbudowany był w systemie STOL.  
Samolot Grob G 112 stanowił próbę wprowadzenia dwumiejscowego samolotu klubowego dla klasy tanich samolotów sportowych, zdominowanych przez samoloty czteromiejscowe oraz próbę wylansowania nowego ekonomicznego silnika. Próba ta jednak nie powiodła się i ostatecznie samolot nie wszedł do produkcji seryjnej.

## Opis konstrukcji
Samolot Grob G 112 to wolnonośny dolnopłat z konwencjonalnym usterzeniem w układzie krzyżowym. Konstrukcja kompozytowa.
Podwozie trójkołowe stałe z przednim kółkiem i kołami osłoniętymi owiewkami.
Skrzydła dwudzielne, o obrysie trapezowym z poszerzeniem do przodu w partii przykadłubowej, posiadają duże klapy wysklepiające profil skrzydła oraz lotki. Dla ułatwienia hangarowania połówki skrzydła składają się wzdłuż kadłuba. Automatyczne łączenie napędów klap i lotek wyklucza błędy przy montażu skrzydła i nie wymaga skomplikowanej obsługi. 
Usterzenie wolnonośne o obrysach trapezowych, ze statecznikami i sterami. Usterzenie kierunku z dużym skosem, ster wysokości z trymerem. 
Za silnikiem w przedniej części kadłuba znajduje się kabina o szerokości 1,2 m z dwoma fotelami obok siebie, z odchylanymi siedzeniami dla ułatwienia dojścia do przestrzeni bagażowej w tylnej części kadłuba. Kabina osłonięta owiewką ze stałą częścią przednią i tylną oraz środkową, której połówki otwierają się do góry i są w tym położeniu blokowane.
Napęd stanowi silnik tłokowy typu bokser 4-cylindrowy Grab 2500F1, napędzający dwułopatowe śmigło Grob o stałych obrotach. Kadłubowy zbiornik paliwa zawiera 100 dm³ paliwa.